# Hemilamprops glabrus
Hemilamprops glabrus är en kräftdjursart som beskrevs av Francis Day 1978. Hemilamprops glabrus ingår i släktet Hemilamprops och familjen Lampropidae. Inga underarter finns listade i Catalogue of Life.